# جیک وود
جیک وود (انگلیسی: Jake Wood؛ زادهٔ ۱۲ ژوئیهٔ ۱۹۷۲) یک هنرپیشه اهل بریتانیا است. وی از سال ۱۹۸۴ میلادی تاکنون مشغول فعالیت بوده‌است.
از فیلم‌ها یا برنامه‌های تلویزیونی که وی در آن نقش داشته است می‌توان به شعبده‌باز و گوشت و خون اشاره کرد.